# Jan Budík
Jan Budík, krycím jménem inženýr Hodina (5. července 1905 – 29. října 1984), byl významnou osobností československé radiotelegrafní scény a účastník Československého protinacistického odboje.

## Život

### Studia a první praktické zkušenosti
V roce 1923 ukončil středoškolská studia, v roce 1927 studia na Vysoké škole elektrotechnické v Praze. Dne 24. ledna 1930 získal jakožto radioamatér volací znak OK1AU. Tento nadšený radioamatér a úspěšný závodní veslař zahájil svoji odbornou karieru u firmy Radio Havel, kde mu byla svěřena konstrukce krátkovlnných radiostanic.

### Práce pro 2. oddělení Hlavního štábu MNO
Od roku 1936 pracoval Jan Budík jako civilní zaměstnanec (konstruktér) 2. oddělení Hlavního (Generálního) štábu MNO. Tady se podílel nejen na vývoji radiostanic a odposlechových zařízení, ale rovněž zkoumal obdobné stanice zabavené agentům cizích států na území Československa. Toto oddělení obstarávalo v Československu rozvědné informace vojenského charakteru. O použití rádiového spojení pro zpravodajské účely se toto oddělní začalo zajímat až od následujícího roku (tj. od roku 1937). Ing. Jan Budík byl zkušeným technikem, s bohatými technickými znalostmi i provozními zkušenostmi, které získal jako úspěšný radioamatér a byl dokonce autorem laboratorního vzorku agenturní radiové stanice, s níž se ještě stačila uskutečnit série provozních zkoušek. Vybudovat agenturní radiokomunikační službu se ale 2. oddělení MNO již do 15. března 1939 nepodařilo uskutečnit. Dne 14. března 1939 opustila posledním letadlem startujícím z Prahy v posledním dni svobodného Československa skupina jedenácti zpravodajských důstojníků v čele s plukovníkem Františkem Moravcem republiku a odletěla do Londýna. Ačkoliv již v březnu 1939 nabídl plukovník František Moravec Ing. Janu Budíkovi účast na této letecké misi, Budík z rodinných důvodů tuto nabídku emigrace odmítl. Skupina zpravodajských důstojníků opouštějících Československo tak neměla ve svých řadách žádného odborníka na rádiové spojení, neboť Ing. Jan Budík byl tehdy jediným rádiovým odborníkem zpravodajského oddělení Generálního štábu.

### Ilegální činnost
Po nastolení Protektorátu Čechy a Morava Jan Budík zničil část jemu svěřeného materiálu a zbytek pak ukryl pro potřeby protiněmeckého odboje. Německou nabídku práce na dalších radioprojektech sice naoko přijal, ale ve skutečnosti začal spolupracovat s ilegály, především s odbojovou skupinou Tři konšelé. Koncem června 1939 byla Němci rozkryta (odhalena) Schmoranzova skupina tiskových tajemníků, v létě 1939 došlo k rozsáhlému zatýkání jejích členů a mezi jinými byl v této souvislosti dne 14. prosince 1939 zatčen i Jan Budík.

### Věznění a konec druhé světové války
Německé vyšetřovací orgány odhalily jenom menší část Budíkových odbojových aktivit, takže jeho zapojení do ilegálních protiněmeckých struktur (a jeho pomoc odboji) nebylo plně prozrazeno. Na rozdíl od některých účastníků odboje vyvázl Jan Budík s vcelku krátkým trestem vězení, ale přesto strávil zbytek druhé světové války v různých německých káznicích. Konce druhé světové války se dočkal v koncentračním táboře Buchenwald osvobozeném dne 11. dubna 1945 americkými jednotkami (ARCENT, tzv. třetí armáda, 89. infantérie).